# Asuka-dera
Asuka-dera (jap. 飛鳥寺), również Ango-in (jap. 安居院) – najstarszy japoński kompleks świątynny buddyjskiej sekty shingon-shū. Zbudowany w latach 588-596 w miejscowości Asuka. Częściowo przeniesiona do Nary, pod nazwą Gangō-ji.

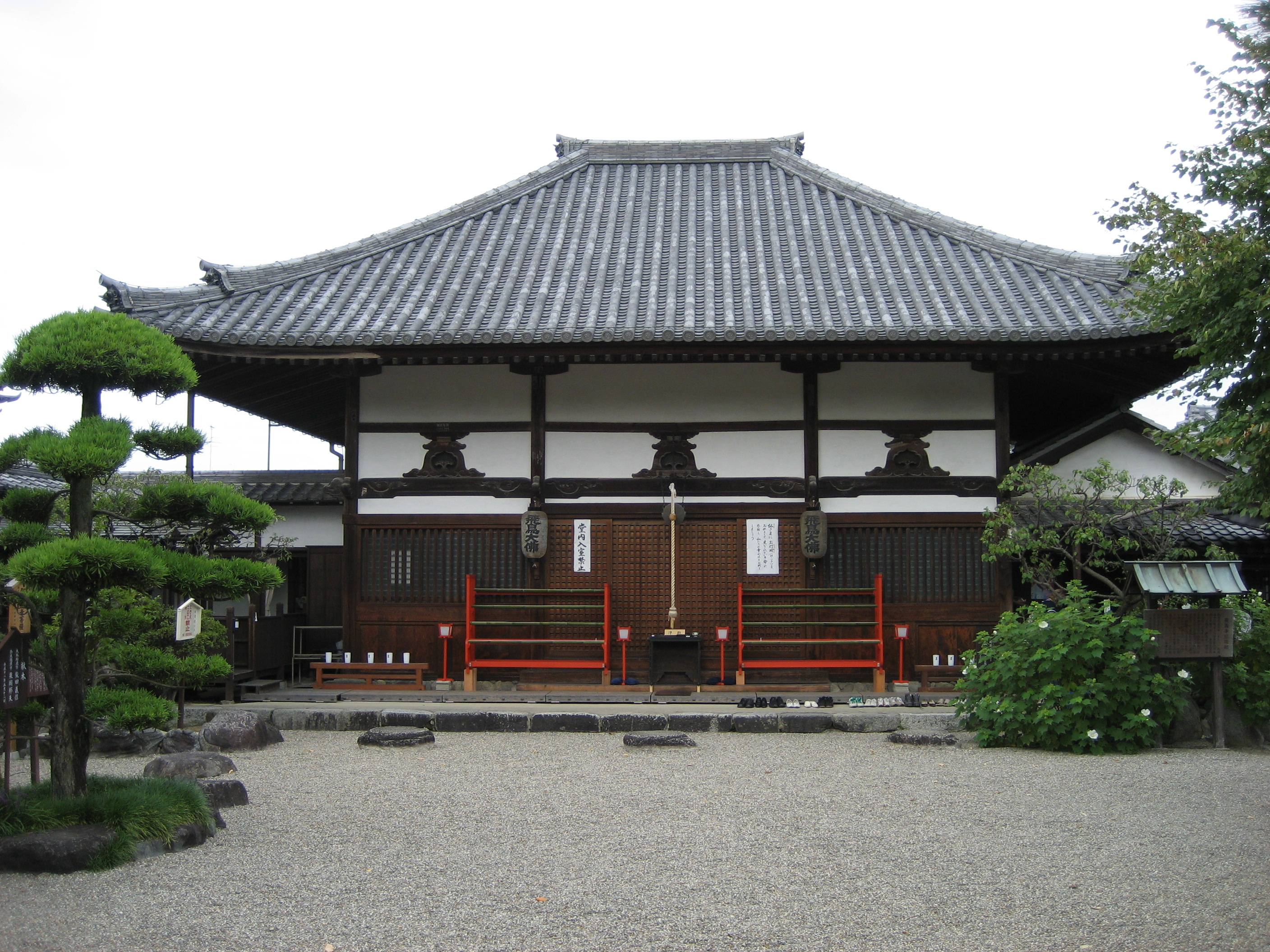
Pawilon główny

Pierwotnie kompleks składał się z centralnej pagody i trzech pawilonów kondō (na wschód, zachód i północ od pagody). Całość ma plan prostokąta obwiedzionego krużgankiem. Na północy, za krużgankiem, znajdował się jeszcze jeden pawilon. Brama wjazdowa umiejscowiona była na południu. 
Głównym obiektem kultu był posąg buddy Shaka – pierwszy wykonany w Japonii brązowy posąg buddy (rok 606).
Kompleks został częściowo zniszczony (pozostał jeden pawilon kondō i Wieża Dzwonu). Część została przeniesiona do Nary.